# Prosmidia bispinosa
Prosmidia bispinosa es una especie de insecto coleóptero de la familia Chrysomelidae.
Fue descrita científicamente en 1798 por Fabricius.